# リヴァプール伯爵
リヴァプール伯爵（英語: Earl of Liverpool）は、イギリスの伯爵位。2度創設されており、1期目は1796年創設のグレートブリテン貴族でジェンキンソン家によって世襲されたが、1851年に廃絶した。現存する2期目は1905年創設の連合王国貴族でフォジャム家によって世襲されている。
歴代リヴァプール伯爵の中でもっとも著名な人物は19世紀前期に首相を務めた第2代リヴァプール伯爵(第1期)ロバート・ジェンキンソンである。

## 歴史

### ジェンキンソン家

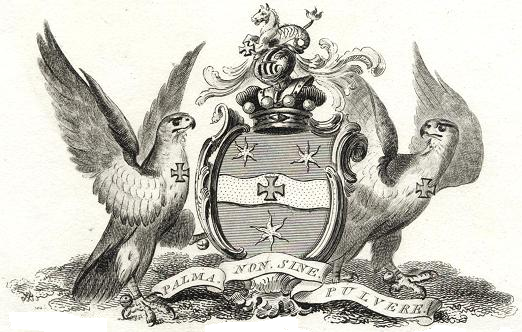
リヴァプール伯(第1期)ジェンキンソン家の紋章

トーリー党所属の庶民院議員として活躍した後、小ピット内閣で商務庁長官に就任したチャールズ・ジェンキンス(1729–1808)は、1786年8月21日にハークスベリー男爵、ついで1796年6月1日にリヴァプール伯爵に叙せられた。
初代伯の長男であるロバート(1770–1828)も襲爵前にトーリー党の庶民院議員を務め、父が存命中の1803年に繰上勅書で第2代ハークスベリー男爵位を継承して貴族院へ移籍し、ついで父の死で第2代リヴァプール伯爵位を継承した。彼は外務大臣、内務大臣などの閣僚職を経て1812年から1827年という長期間にわたって首相を務めた。
2代伯には子供がなく、弟チャールズ(1784–1851)が3代リヴァプール伯位を継承したが、彼には娘しかなかったため、彼の死をもって1期目のリヴァプール伯爵位は消滅している。

### フォジャム家
3代伯(1期目)チャールズの娘セリナ(1812-1883)がジョージ・サヴィル・フォジャム(1800-1869)との間に儲けた息子セシル・ジョージ・サヴィル・フォジャム(1846–1907)は、自由党の庶民院議員を務め、1905年12月2日に外祖父が有していた爵位リヴァプール伯爵とハークスベリー男爵位を改めて与えられた。これが現在まで続く2期目のリヴァプール伯爵位である。
初代伯の死後、2代リヴァプール伯となった長男アーサー(1870–1941)は、1912年から1920年にかけてニュージーランド総督を務めている。
2代伯には子供がなく、2代伯の死後、弟ジョージ(1878–1962)が3代リヴァプール伯爵位を継承した。3代伯も子供がなく、3代伯の死後は弟ロバート(1887–1969)が4代リヴァプール伯爵位を継承した。
4代伯も子供がなく、4代伯の死後、その大甥(弟の孫)にあたるエドワード(1944-)が5代リヴァプール伯爵位を継承して現在に至っている。彼は保守党の貴族院議員として活躍しており、1999年のトニー・ブレア政権による貴族院改革で世襲貴族の議席が92議席に限定された後も議席を維持している。

## 現当主の保有爵位
現当主である第5代リヴァプール伯爵エドワード・フォジャムは以下の爵位を有する。
- 第5代リヴァプール伯爵(5th Earl of Liverpool)
(1905年12月22日の勅許状による連合王国貴族爵位)
- 第5代ノッティンガム州マンスフィールド及びヨーク州カーカムにおけるハークスベリー子爵(5th Viscount Hawkesbury, of Kirkham in the County of York and of Mansfield in the County of Nottingham)
(1905年12月22日の勅許状による連合王国貴族爵位)
- 第5代ノッティンガム州シャーウッド・フォレストのオラートン及びノーサンプトン州ヘーゼルベックのハークスベリー男爵(5th Baron Hawkesbury, of Haselbech in the County of Northampton and of Ollerton in Sherwood Forest in the County of Nottingham)
(1893年6月24日の勅許状による連合王国貴族爵位)

## 一覧

### リヴァプール伯 第1期 (1796年)

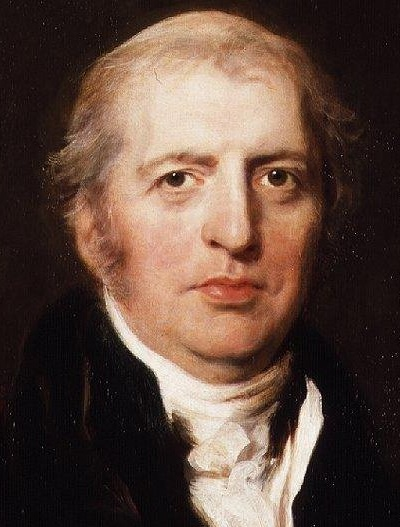
第2代リヴァプール伯(第1期)ロバート・ジェンキンソン

- 初代リヴァプール伯チャールズ・ジェンキンソン（英語版） (1729–1808)
- 第2代リヴァプール伯ロバート・バンクス・ジェンキンソン (1770–1828)
- 第3代リヴァプール伯チャールズ・セシル・コープ・ジェンキンソン（英語版） (1784–1851)

### リヴァプール伯 第2期 (1905年)
- 初代リヴァプール伯セシル・ジョージ・サヴィル・フォジャム（英語版） (1846–1907)
- 第2代リヴァプール伯アーサー・ウィリアム・ド・ブリット・サヴィル・フォジャム（英語版） (1870–1941)
- 第3代リヴァプール伯ジョージ・ウィリアム・フレデリック・サヴィル・フォジャム (1878–1962)
- 第4代リヴァプール伯ロバート・アンソニー・エドワード・セント・アンドリュー・サヴィル・フォジャム (1887–1969)
- 第5代リヴァプール伯エドワード・ピーター・ベートラム・サヴィル・フォジャム（英語版） (1944-)

法定推定相続人は現当主の長男ハークスベリー子爵(儀礼称号)ルーク・フォジャム(1972-)